# Ximena Suárez
Ximena Suárez (nacida: Ximena del Rocío Sarasvati Suárez Soto) es una escritora mexicana. Ha realizado su carrera en la televisión para Televisa (México), en América Producciones (Perú) y Capitalvision International Corporation (Estados Unidos). Sus telenovelas y series se han transmitido en diferentes países de América Latina, Norteamérica, Europa y Asia.
Sus telenovelas más exitosas se encuentran: La jefa del campeón (2018), Pasión y poder (2015), La malquerida (2014), Amores verdaderos (2012), La que no podía amar (2011), Teresa (2010), Alma de hierro (2008), Rubí (2004), El noveno mandamiento (2001), Pobre diabla (versión de Perú) (2000), La Paloma (1995) y Morelia (1994).
Ha trabajado con los productores José Alberto Castro, José Rendón, José Enrique Crousillat, Roberto Hernández Vázquez, Lucero Suárez, Carla Estrada, Angelli Nesma, Salvador Mejía, Nicandro Díaz, Roberto Gómez Fernández y Carlos Bardasano.

## Trayectoria

### Historias originales
- Pienso en ti (2023)[1]
- La paloma (1995) con José Rendón

### Adaptaciones
- Juegos de amor y poder (2025)[2] con Julián Aguilar, original de Luis Ponce
- La desalmada (2021) Original de Felipe Forero, Alejandro Torres y Guido Jácome
- Como tú no hay dos (2020) Original de Fernando Aragón y Arnaldo Madrid
- La jefa del campeón (2018) con Marissa Garrido, original de Héctor Rodríguez y Alejandro Torres
- El bienamado (2017) con Kary Fajer, original de Dias Gomes
- Pasión y poder (2015-2016) Original de Marissa Garrido
- Primera parte de Lo imperdonable (2015) Original de Caridad Bravo Adams
- La malquerida (2014) Original de Jacinto Benavente
- Últimos capítulos de Corona de lágrimas (2013) Original de Manuel Canseco Noriega (Su crédito como adaptadora no apareció)
- Segunda parte de Amores verdaderos (2012/13) con Kary Fajer, original de Marcela Citterio y Enrique Estevanez
- La que no podía amar (2011/12) Basada en la radionovela de Delia Fiallo
- Teresa (2010/11) Original de Mimí Bechelani[3]
- Primera parte de Alma de hierro (2008/09) con Aida Guajardo, original de Adrián Suar
- Segunda parte de Amar sin límites (2006/07) con Aida Guajardo, original de Inés Rodena
- Primera parte de Código postal (2006/07) con Aída Guajardo y Jesús Calzada, original de Sergio Vaiman y Marily Pugno
- Rubí (2004) con Virginia Quintana, basada en el cómic de Yolanda Vargas Dulché
- El noveno mandamiento (2001) con Virginia Quintana, original de René Allouis
- Pobre diabla (Perú) (2000) con Delia Fiallo, original de Alberto Migré
- María Emilia, querida (1999/2000) Original de Delia Fiallo
- Morir dos veces (1996) Original de José Rendón
- Morelia (1994/95) Original de Delia Fiallo
- Sueño de amor (1993) Original de Inés Rodena y Carmen Daniels

### Ediciones literarias
- Amor real (2003) escrita por María Zarattini
- El manantial (2001/02) escrita por María del Carmen Peña
- Primera parte de Tres mujeres (1998-2000) escrita por Martha Carrillo y Cristina García
- Balada por un amor (1989-1990) escrita por María Zarattini
- El cristal empañado (1989) escrita por Héctor Iglesias

### Asesoría literaria
- Segunda parte de Apuesta por un amor (2004/05) escrita por Gabriela Ortigoza

### Nuevas versiones reescritas por otros
- Rubí (2020) adaptado por Leonardo Padrón, adaptación de Rubí

### Gerente de producción
- El cristal empañado (1989)

## Premios y nominaciones

### Premios TVyNovelas
| Año  | Categoría                   | Telenovela           | Resultado |
| ---- | --------------------------- | -------------------- | --------- |
| 2014 | Mejor guion o adaptación    | Amores verdaderos    | Ganadora  |
| 2012 | Mejor guion o adaptación    | La que no podía amar | Nominada  |
| 2009 | Mejor historia o adaptación | Alma de hierro       | Ganadora  |
| 2005 | Mejor historia o adaptación | Rubí                 | Ganadora  |

### Premios Bravo 2009
| Categoría   | Nominado(a)    | Resultado |
| ----------- | -------------- | --------- |
| Mejor guion | Alma de Hierro | Ganadora  |

### Premios ACE2009
| Categoría                      | Telenovela     | Resultado |
| ------------------------------ | -------------- | --------- |
| Mejor adaptación melodramática | Alma de hierro | Ganadora  |

### TV Adicto Golden Awards
| Año  | Categoría                  | Telenovela     | Resultado |
| ---- | -------------------------- | -------------- | --------- |
| 2008 | Mejor diseño de personajes | Alma de hierro | Ganadora  |
| 2021 | Mejor adaptación           | La desalmada   | Ganadora  |